# Улыбнись
«Улыбнись» (англ. Smile) — вторая серия десятого сезона британского научно-фантастического телесериала «Доктор Кто». Премьера серии состоялась 22 апреля 2017 года на канале BBC One.

## Синопсис
В далёком будущем на краю галактики раскинулся блистающий прекрасный город. Говорят, что в этом новом поселении людей хранится секрет человеческого счастья, но единственные улыбки Доктор и Билл находят лишь на куче ухмыляющихся черепов. Нечто живое сокрыто в стенах, и под взором эмодзиботов из теней Доктор и Билл пытаются разгадать страшную тайну.

## Сюжет
Доктор и Билл прибывают в колонию людей на планете Глизе 581 d в далёком будущем. Поселение пустует, за исключением миллионов крошечных обслуживающих роботов, которые называются варди, и их роботов-посредников, общающихся на языке эмодзи. Эти эмодзиботы вручают Доктору и Билл значки, отражающие их настроение также при помощи эмодзи, — предположительно единственный способ взаимодействия с варди.

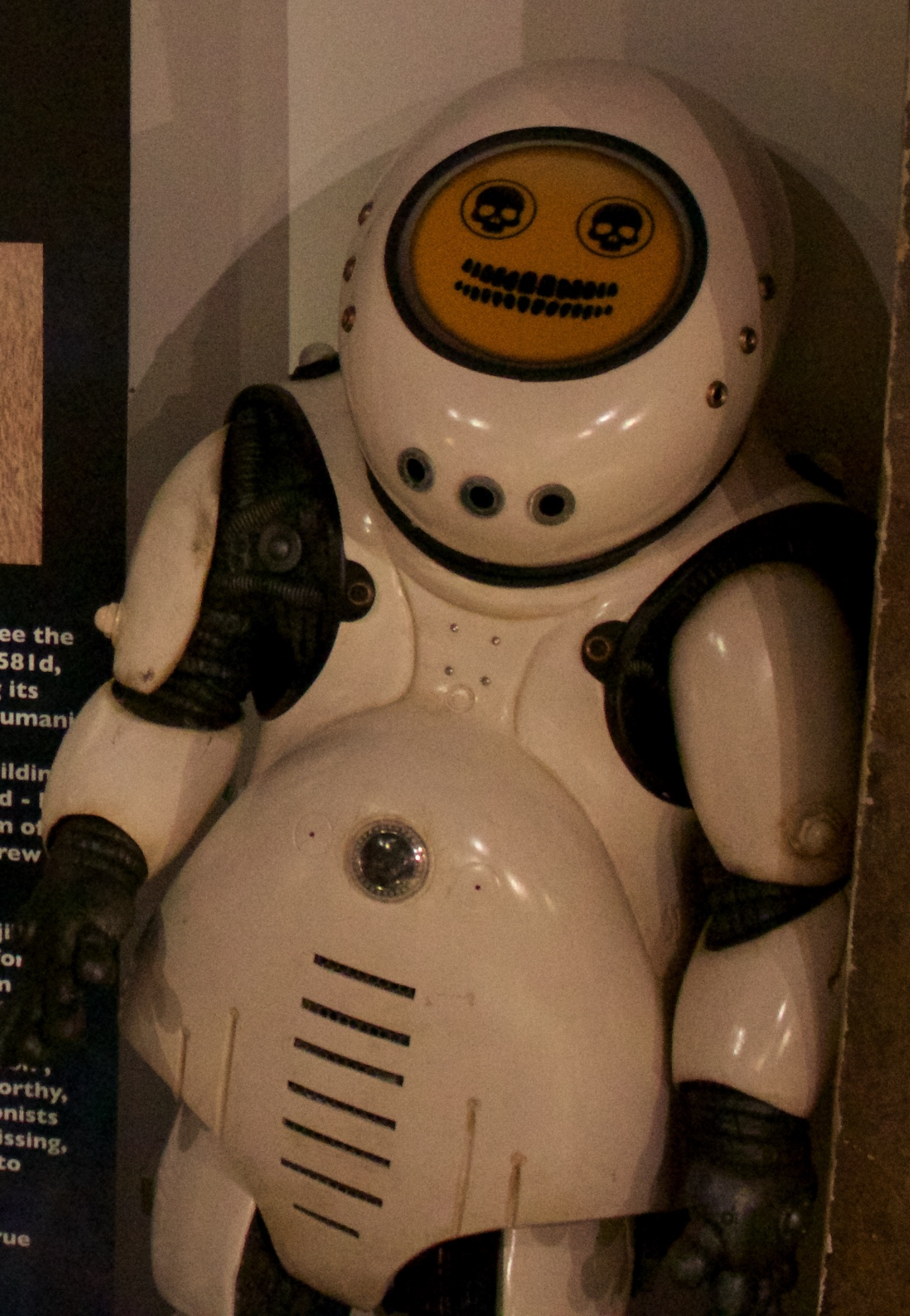
Эмодзибот на выставке Doctor Who Experience

Доктор полагает, что они прибыли раньше основного состава колонистов, но удивляется отсутствию какой-либо команды по обустройству. Вместе с Билл они обнаруживают останки участников этой команды, пошедшие на удобрения. Доктор приходит к выводу, что если варди почувствуют их плохое настроение, то не оставят от них ничего, кроме скелетов, и поэтому им с Билл необходимо улыбаться, чтобы выбраться из города. Доктор находит корабль, на котором на планету прибыл костяк состава, и планирует устроить перегрузку его реактора, дабы уничтожить варди до прибытия ничего не подозревающих колонистов. Однако Билл встречает маленького мальчика, который приводит их к большому количеству анабиозных камер, чьи обитатели уже начали просыпаться. Доктор понимает, что это и есть корабль колонистов.
Доктор и Билл просматривают судовые журналы экипажа по обустройству. Оказывается, варди были запрограммированы помогать строить и управлять колонией, а также делать её обитателей счастливыми, следя за их эмоциональным состоянием с помощью значков и посредников. Когда один из участников команды умер от естественных причин, остальной экипаж охватило чувство горя, которое эмодзиботы регистрировать не умели. Варди посчитали это признаком болезни и устранили тех, кто проявлял печаль. Таким образом, над колонией пронёсся тайфун горя, стремительно уничтоживший весь экипаж. И теперь угроза истребления повисла над просыпающимися колонистами.
Колонисты решают противостоять варди, чтобы защитить тех, кто всё ещё пребывает в анабиозе, тогда как сами варди методом самозащиты проявляют начальные признаки сознания. Не сумев предотвратить боевые действия, Доктор находит выход из ситуации, перезагрузив варди и вернув их тем самым в исходное состояние, до того, как они стали воспринимать горе как болезнь. Дабы избежать повторения ошибки, Доктор предлагает свою помощь в переговорах между колонистами и варди. После этого Доктор и Билл возвращаются на Землю, но обнаруживают, что они оказались на замёрзшей Темзе.

## Внешние отсылки
Космический корабль колонистов носит название «Erewhon» (Едгин) в честь одноимённого романа-утопии Сэмюэла Батлера. В серии можно заметить отсылки к двум музыкальным композициям: «Ashes to Ashes» Дэвида Боуи и «Any Old Iron», популяризированной Гарри Чемпионом.

## Производство

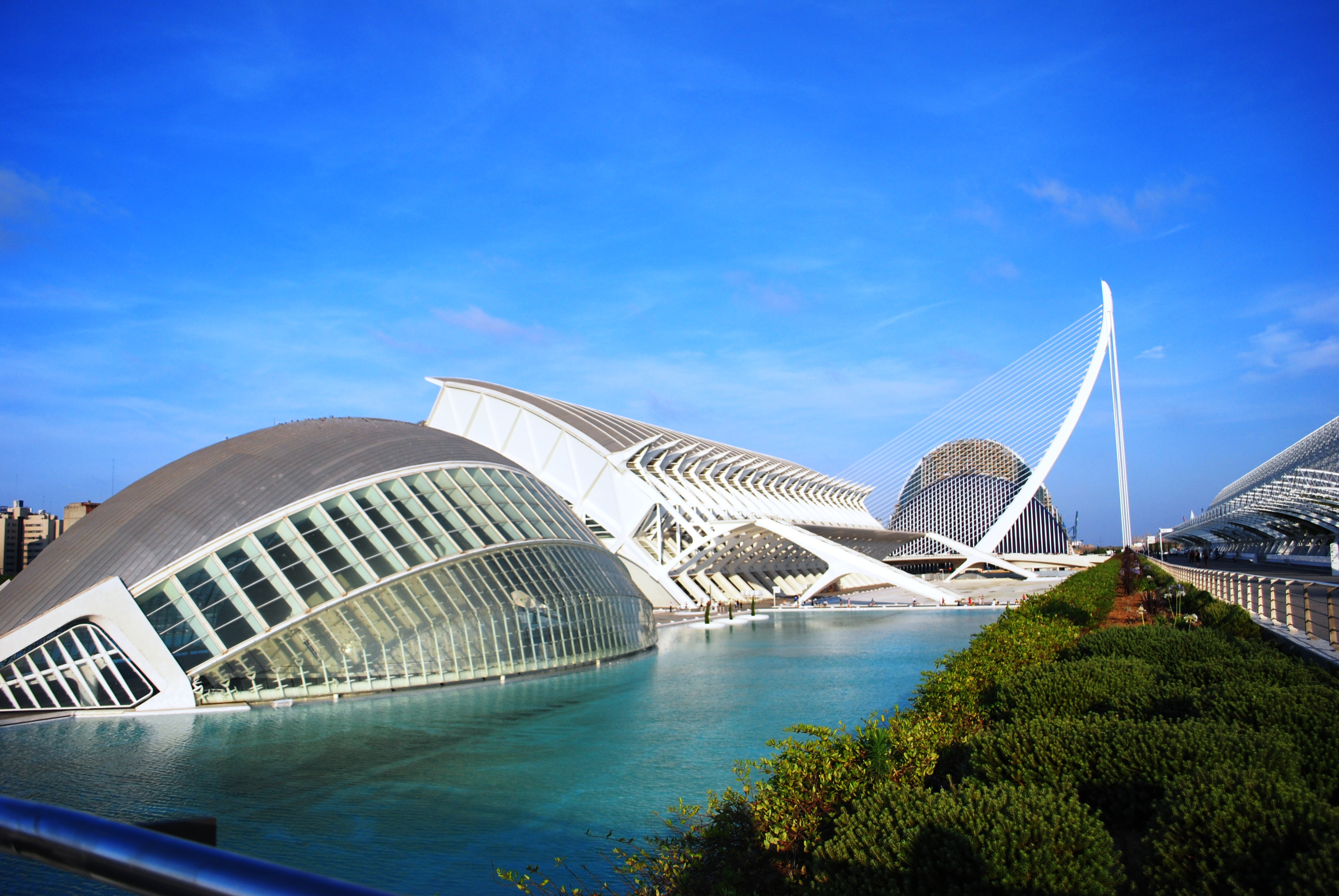
Город искусств и наук, Валенсия

Вместе с эпизодом «Пилот» серия вошла в первый съёмочный блок. Читка сценария состоялась 14 июня 2016 года. Съёмки начались 20 июня и завершились 28 июля 2016 года. Для съёмок внешних сцен команда сериала посетила Город искусств и наук в Валенсии, Испания.
Роботы варди названы в честь Эндрю Варди, профессора робототехники из Мемориального университета Ньюфаундленда, с которым Фрэнк Коттрелл Бойс ранее работал над небольшим рассказом, основанным на теориях учёного.